# Паметник на Пейо Яворов (Кюстендил)
Паметникът на Пейо Яворов е бюст на българския поет и революционер от Вътрешната македоно-одринска революционна организация Пейо Яворов, разположен в Банската градина пред Чифте баня в град Кюстендил, България. Паметникът е създаден през 1929 година. Той копие на паметника на Яворов в Борисовата градина в София от скулптора Григор Агаронян. Бюстът на поета е от мозайка, а постаментът е от светъл гранит.